# Genestrerio
Genestrerio (in dialetto ticinese Genestrée) è un ex comune ticinese che dal 2009 è diventato quartiere costitutivo della città di Mendrisio.

## Geografia fisica
Il quartiere si trova nella Campagna Adorna, una fertile pianura circondata quasi completamente da colline e montagne.

## Origini del nome
Secondo l'opinione popolare il nome deriva da "ginèstri", ossia "ginestre" in dialetto ticinese, una pianta che doveva essere molto diffusa nei vasti terreni della Campagna Adorna, ossia la pianura in cui si situa Genestrerio.

## Storia
Genestrerio venne menzionato per la prima volta quale insediamento nel 1375, quando faceva parte dei territori di alcune famiglie nobili di Mendrisio, con la dicitura "Cassina di Zenestrario".  Nonostante la sua prima citazione sia del XIV secolo è possibile ricostruire e affermare con certezza che la storia dell'abitato al centro della Campagna Adorna sia cominciata prima dell'anno Mille, e che prima della sua citazione ufficiale godesse già di antichi privilegi imperiali: in particolare, la carta di immunità (a cui erano annessi notevoli vantaggi fiscali) concessa da Adolfo di Nassau, re dei Romani dal 1292 al 1298, nel 1294.
Nel XIV secolo Genestrerio ottenne probabilmente l'indipendenza da Mendrisio e si costituì quindi come vero e proprio comune, e nel 1599 raggiunse una sua indipendenza anche dal punto di vista ecclesiastico, separandosi dalla pieve di Balerna e costituendosi come parrocchia autonoma.
I secoli che vanno dal XVI al XX furono caratterizzati da una notevole emigrazione, anche artistica, che portò molte maestranze di Genestrerio verso l'Italia, l'Europa centrale e orientale, e nel XX secolo soprattutto oltreoceano.
A inizio Ottocento, grazie a Napoleone, il baliaggio a sud delle Alpi divenne cantone, portando quindi alla nascita dei comuni moderni (1803), e quindi anche del Comune di Genestrerio. Nonostante la comparsa si collochi a inizio secolo bisognerà comunque attendere il 1861 per vedere costruita la Casa Comunale, che fu probabilmente la sede anche della scuola maschile e di quella femminile.
Dopo l'occupazione da parte della Repubblica Cisalpina tra il 1810 e il 1813, venne creata la Nuova Costituzione Cantonale nel 1814, che stabilì l'annessione dei comuni di Genestrerio, Rancate, Besazio, Arzo, Meride e Tremona al Distretto di Mendrisio.
Nel XIX secolo il Ticino subì tre ondate di colera: nel 1836 (ondata che risparmiò il resto della Svizzera), nel 1849 e nel 1854-1855. Genestrerio però, insieme alla valle di Muggio e a pochi altri comuni, riuscì a conservare l'immunità.
Nel corso del XX secolo abbiamo la fondazione di alcune società importanti, come la Società di tiro "La sentinella" nel 1905 (poi sciolta nel 1972), la nascita della prima cooperativa di consumo nel 1912 e l'arrivo della luce elettrica nel 1918.

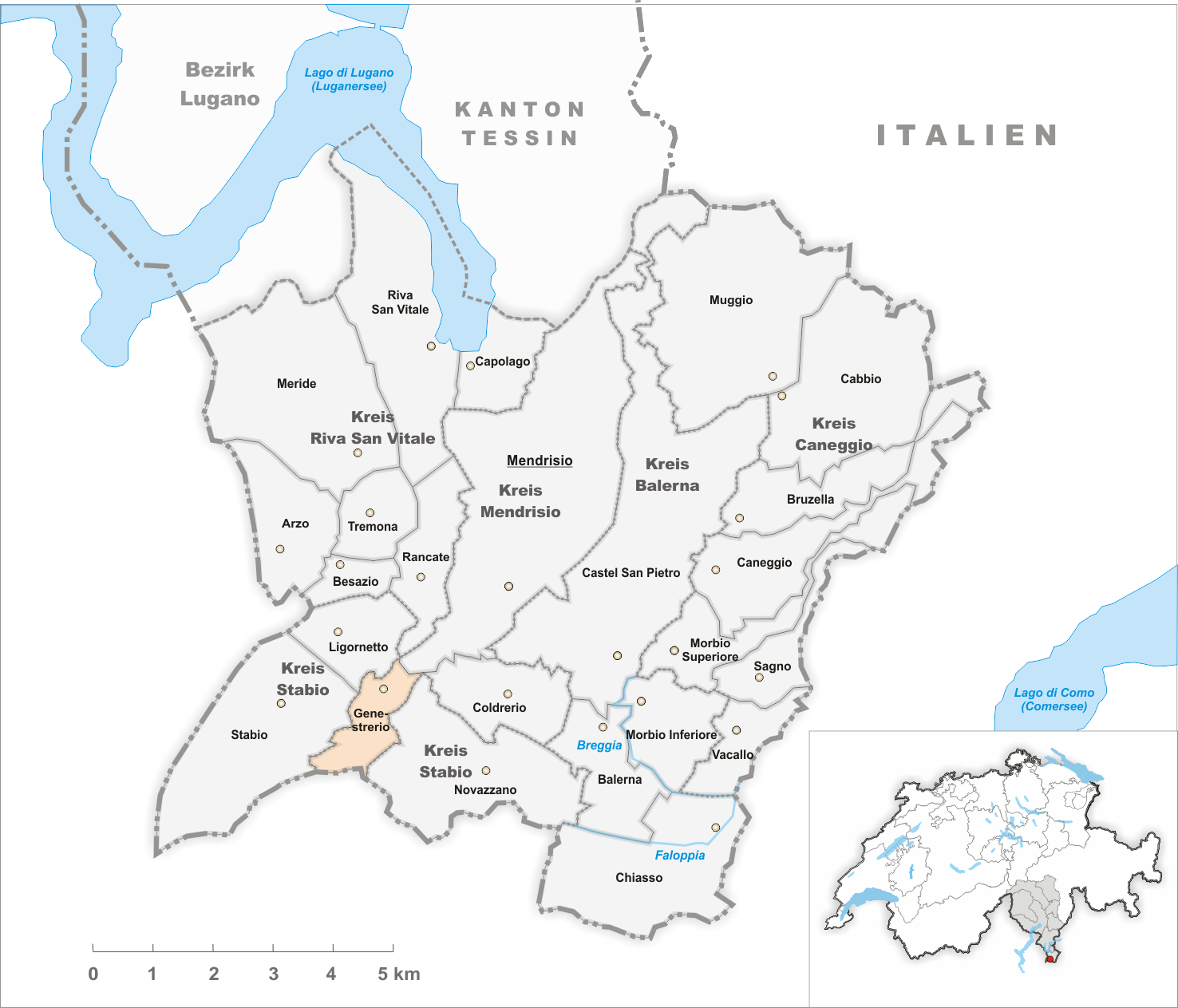
Il territorio del comune di Genestrerio prima degli accorpamenti comunali del 2009

Già comune autonomo che si estendeva per 1,45 km², il 5 aprile 2009 è stato accorpato a Mendrisio assieme agli altri comuni soppressi di Arzo, Capolago, Rancate e Tremona. Nel quartiere ha la propria sede principale l'azienda Metaltex.

### Simboli
Sullo stemma sono presenti una pianta di ginestra, che rimanda al nome stesso del quartiere, un manocco di tabacco e un grappolo d'uva, che erano piante molto coltivate nella regione e rinviano quindi alla vita rurale condotta in passato dagli abitanti.

## Monumenti e luoghi d'interesse

### Chiesa di Sant'Antonio Abate
La chiesa di Sant'Antonio Abate divenne parrocchiale nel 1599, quando Genestrerio si separò dalla pieve di Balerna. Nel corso dei secoli la chiesa continuò a rinnovarsi, facendo incontrare e dialogare vari stili architettonici, finché nel 1987 un terribile evento naturale impose una battuta d'arresto, che viene narrata da Domenico Robbiani nei seguenti termini:
```
"
Quella sera del 23 agosto 1987 fu una tragedia di dolore per tutto Genestrerio. Erano le 19.17: un fulmine si abbatté sul villaggio. Purtroppo, nello spavento generale, nessuno s'era accorto che il fulmine s'era infilato dentro una finestra della chiesa e creato un disastro di grandi proporzioni: totalmente distrutto l'organo, un'imponente macchina barocca del XVIII secolo, classificata fra le migliori del Ticino, la volta completamente annerita dal grande incendio subito sviluppato, e così pure anneriti, irriconoscibili, forse perse totalmente le opere pittoriche della volta e del coro, oltre tutti gli stucchi delle lesene. Quelle belle opere del Bagutti (di Rovio) e quell'imponente "giudizio universale" del Rinaldi di Tremona: tutto un vero inenarrabile disastro!
"
[
13
]
.
```

Si tentò con esito positivo di rimediare al disastro con accurati interventi, che portarono alla riapertura della chiesa al culto in occasione della Pasqua del 1991. In seguito intervennero ulteriori operazioni di rinnovamento: in particolare nel 2001-2002 Mario Botta disegnò la nuova facciata della chiesa. Nel 2008 Selim Abdullah dotò la chiesa di una nuova porta bronzea, oggetto di commento anche da parte dello stesso Botta, il quale ritiene che grazie a quest'opera "nel villaggio, fino a ieri immerso negli spazi di un mondo rurale, ora si offre una riflessione attraverso un linguaggio contemporaneo che, ne sono certo, saprà interpretare le ansie e le attese dei cittadini e talvolta fors'anche offrire inedite emozioni".

 La porta si presenta come un racconto, che partendo dalla vita del santo cerca di mostrare la grandezza spirituale dello stesso, il quale dopo un periodo di solitudine nel deserto decise di dedicarsi agli altri per insegnare loro la carità. Infatti sul battente sinistro è rappresentato il santo in piedi, con il monastero, la campana, il demonio, l'animale, gli apostoli, mentre sull'anta destra la Croce e la folla dei perseguitati.
Sant'Antonio Abate viene tutt'oggi celebrato dalla comunità locale di Genestrerio con una sagra che attira molte persone dai paesi circostanti, soprattutto grazie alla sua particolarità: la benedizione degli animali domestici sul sagrato della chiesa.

## Società

### Evoluzione demografica
L'evoluzione demografica è riportata nella seguente tabella:
Abitanti censiti

### Religione
Patrono del paese è sant'Antonio abate, che il 17 gennaio è festeggiato con un falò nella piazza comunale, con un mercatino e con la benedizione degli animali.

## Cultura

### Arte
La posizione centrale rispetto alla Campagna Adorna favorì una vita rurale e contadina, ma non impedì agli abitanti di sviluppare la vocazione artistica che caratterizza tutta la zona del Mendrisiotto. Giuseppe Martinola, parlando della storia del Mendrisiotto afferma:
```
"
È la storia di un piccolo popolo che, per ragioni che sarà inutile indagare, tanto non v'è risposta, ha ricevuto il dono di una generosa gentilezza e di un amore al bello che sono proprio congeniali a questa gente come a tutta quella dell'area comacina. E così l'abbiamo detta. Dunque, la storia di un paese di artisti. Né sia da pretendere che si debbano scrivere con la maiuscola, tutti: che sarebbe mostroso, e quelli sommi è naturale che siano pochi. Ma di artigiani, cioè praticanti l'arte, questo sì
"
[
21
]
.
```

In effetti anche Genestrerio ebbe le sue maestranze, le quali si diressero soprattutto in Italia, ma non solo, per cercare fortuna. Ne sono un esempio la famiglia patrizia dei Boffi, un membro della famiglia Coldirali (oggi "Calderari"), che ha probabilmente lavorato alla cattedrale di Fulda in Germania, ma anche i Baraini, gli Induni, i Cresta, i Sala.

#### I Baraini
Il secolo dei Baraini fu il diciassettesimo. I membri di questa famiglia erano molto noti per la loro abilità artistico-artigianale e si dedicarono soprattutto ai mestieri di scalpellino e costruttore. Pur trovandosi spesso lontani dal paese natio per motivi lavorativi, contribuirono alla costruzione del fulcro artistico di Genestrerio: la chiesa di Sant'Antonio Abate. In particolare Antonio Maria Baraini lavorò a Roma, per poi fare ritorno a Genestrerio per dare un contributo alla costruzione della chiesa in cui lavorarono anche suo padre Gaspare e soprattutto suo zio Antonio.
Originario di Genestrerio è anche Carlo Giuseppe Baraini, il quale fece notevole fortuna a Roma. Egli non si dedicò però al mestiere di scalpellino o costruttore, come gran parte della sua famiglia, ma fu artista-disegnatore di ricami, medagliere, orafo, incisore, casellatore. Nonostante la lontananza però non abbandonò mai del tutto il suo paese natale, al quale rivolse sempre dei doni, come stole, ostensori, calici, lampadari, e al quale lasciò in eredità la sua abitazione a Roma e 1200 scudi.

## Infrastrutture e trasporti
Il quartiere è servito dalla stazione di Ligornetto-Genestrerio della ferrovia di Valmorea, chiusa nel 1928.

## Amministrazione
Ogni famiglia originaria del luogo fa parte del cosiddetto comune patriziale e ha la responsabilità della manutenzione di ogni bene ricadente all'interno dei confini del quartiere.